# Хилл, Дебра
Де́бра Хилл (10 ноября 1950[…], Хаддонфилд, Нью-Джерси — 7 марта 2005[…], Лос-Анджелес, Калифорния) — американская сценаристка и кинопродюсер, работавшая преимущественно в жанрах научной фантастики и фильмов ужасов. Известна прежде всего своими работами совместно с режиссером Джоном Карпентером.
Дебра Хилл была активной сторонницей большего вовлечения женщин в режиссёрскую и продюсерскую работу в Голливуде, и сама она была лучшим примером этого. Но исполнить свою давнюю мечту — стать режиссером, у нее так и не получилось.

### Избранная фильмография
| Год  | Название                    | Продюсер | Сценарист | Режиссер         | Примечания                |
| ---- | --------------------------- | -------- | --------- | ---------------- | ------------------------- |
| 1978 | Хэллоуин                    | Да       | Да        | Джон Карпентер   | Камео                     |
| 1980 | Туман                       | Да       | Да        | Джон Карпентер   | Камео                     |
| 1981 | Побег из Нью-Йорка          | Да       | Да        | Джон Карпентер   | Голос                     |
| 1981 | Хэллоуин II                 | Да       | Да        | Рик Розенталь    |                           |
| 1982 | Хэллоуин 3: Сезон ведьм     | Да       | Нет       | Томми Ли Уоллес  |                           |
| 1983 | Мёртвая зона (фильм)        | Да       | Нет       | Дэвид Кроненберг |                           |
| 1985 | Улика (фильм)               | Да       | Нет       | Джонатан Линн    |                           |
| 1985 | Контора                     | Да       | Нет       | Кен Филкенман    |                           |
| 1987 | Приключения приходящей няни | Да       | Нет       | Крис Коламбус    |                           |
| 1988 | Коротышка — большая шишка   | Да       | Нет       | Рэндал Клэйзер   |                           |
| 1988 | Отель разбитых сердец       | Да       | Нет       | Крис Коламбус    |                           |
| 1991 | Король-рыбак                | Да       | Нет       | Tэрри Гиллиам    |                           |
| 1996 | Побег из Лос-Анджелеса      | Да       | Да        | Джон Карпентер   |                           |
| 1999 | Женщина без правил          | Да       | Нет       | Антонио Бандерас |                           |
| 2005 | Туман                       | Да       | Нет       | Руперт Уэйнрайт  | Фильмы вышли после смерти |
| 2006 | Башни-близнецы (фильм)      | Да       | Нет       | Оливер Стоун     | Фильмы вышли после смерти |